# Jaris
Jaris – dystrykt w Kostaryce, w kantonie Mora, w prowincji San José.

## Historia
Dystrykt Jaris powstał na mocy Acuerdo Ejecutivo N° 0015-2012-MGP dnia 18 maja 2012 roku.

## Geografia
Jaris ma powierzchnię 5,53 kilometrów kwadratowych i leży na wysokości 830 m n.p.m.

## Demografia
W 2011 roku Jaris nie było jeszcze dystryktem i nie został uwzględniony w spisie ludności.

## Transport

### Transport drogowy
Przez dystrykt Jaris biegną następujące drogi krajowe:
- Droga krajowa nr 209
- Droga krajowa nr 239